# Миноритарный пакет
Миноритарный пакет — пакет акций, размер которого составляет менее 50 % акций предприятия. Это неконтрольный пакет акций.

## Описание
При оценке бизнеса необходимо учитывать, какой пакет акций находится у контрагента — Миноритарный или Мажоритарный. Миноритарный пакет не даёт право полного контроля над предприятием.
Миноритарные пакеты акций могут приобретаться для получения дивидендов, для получения прибыли в случае продажи пакета акций при росте рыночного курса акций, а также для улучшения финансовой деятельности собственной компании при участии в капитале компаний, с которыми есть партнёрские отношения. В случае владения 10 % пакета акций у его владельца есть возможность требовать проведение ревизии финансово-хозяйственной деятельности общества. Если кто-то владеет 25 % пакетом акций, тогда у него есть право доступа к бухгалтерским документам, а также к протоколам заседаний, которые проводились коллегиальным исполнительным органом. Доступ к такой информации позволяет составить более полноценную картину о финансовом состоянии предприятия. Миноритарный пакет приносит доход для портфельного инвестора, а если рассматривать целевого инвестора, то для него миноритарный пакет — средство для получения дополнительного дохода.
Если инвестор собирается приобрести миноритарный пакет для получения прибыли, необходимо знать дивидендную историю эмитента, размер дивидендов, которые можно получить, финансовое состояние эмитента, его юридическую форму и котируются ли сейчас его акции на фондовом рынке. Стоимость миноритарного пакета может увеличиться в случае, если впоследствии его продажи произойдёт перераспределение прав между собственниками.
Акции открытых акционерных обществ реализуются на открытом рынке. В этом случае стоимость акций в миноритарных пакетах известна и известна стоимость миноритарных пакетов.